# Raymond Leppard
Raymond Leppard (Londres, 11 de agosto de 1927-Indianápolis, 22 de octubre de 2019) fue un director y clavecinista británico. En los años 1960, jugó un papel importante en el renacimiento del interés por la música barroca, en particular, fue uno de los primeros directores importantes en dirigir ópera barroca.
El músico británico falleció a los noventa y dos años de edad.

## Carrera
Nació en Londres y creció en Bath, donde fue educado en la Escuela de la ciudad, ahora conocida como Escuela Beechen Cliff. Fue estudiante de clavecín y viola en el Trinity College de Cambridge, también actuó como director coral y ayudante al director de música de la Cambridge Philharmonic Society. En 1952 hizo su debut en Londres dirigiendo su propio Leppard Ensemble. Permaneció estrechamente asociado con la Goldsbrough Orchestra, la cual se convirtió en la Orquesta de Cámara Inglesa  en 1960. También, daba recitales como clavecinista, y era fellow del Trinity College y lecturer en música de 1958 a 1968. Se retiró de su puesto como Director Musical en el Trinity College en 1968, siendo sustituido por Richard Marlow.
En 1957 dirigió un concierto que presentó los cuatro clavecinistas: George Malcolm, Eileen Joyce, Thurston Dardo y Denis Vaughan.  En 1969 fue uno de los 4 clavecinistas en un concierto similar con Eileen Joyce, Geoffrey Parsons y Simon Preston, con la Academia de St. Martin in the Fields bajo Neville Marriner.
Su interés en la música antigua le incitó a preparar varias realizaciones del periodo. Mientras los musicólogos consideraron sus ediciones polémicas, sus presentaciones fueron importantes para introducir las grandes óperas barrocas al público general. Su producción de Monteverdi L'incoronazione di Poppea fue presentada en el Glyndebourne Festival bajo su dirección en 1962. En los años siguientes siguió preparado más óperas de Monteverdi, así como óperas de Francesco Cavalli.
En 1963 compuso la partitura original para la película El señor de las Moscas de Peter Brook, la adaptación de la novela de William Golding del mismo nombre.
En noviembre de 1969, hizo su debut en EE. UU. dirigiendo el Coro de Westminster y la Orquesta Filarmónica de Nueva York y en esa ocasión también apareció como solista en el concierto para Clave de Joseph Haydn. En 1973 fue nombrado director principal de la Orquesta de Sinfónica de la BBC del norte en Mánchester hasta 1980. Leppard alternó esta labor con su presencia como director invitado en los principales coliseos operísticos del mundo y en formaciones sinfónicas de relieve. En 1980, y una vez que hubo abandonado su cargo en Mánchester, Leppard viajó hasta los EE. UU. para acometer una dilatada trayectoria como director invitado por aquel país. Sus éxitos como director freelance le permitieron ser designado director musical de la Orquesta Sinfónica de Indianápolis entre 1987 y 2001, año en que pasó a ser director emérito de la formación.
Leppard también dirigió Billy Budd de Britten en el Metropolitan y la Ópera de San Francisco, Alceste y Alcina en la Ópera de la Ciudad de la Nueva York. También dirigió en el Royal Ópera House, Covent Garden y en París, Hamburgo, Santa Fe, Estocolmo, y Ginebra.
En Glyndebourne, dirigió el estreno mundial de Rising of the Moon de Nicholas Maw. Entre 2004 y 2006 fue director musical de la Orquesta de Louisville. Leppard también fue Artista-en-Residencia en la Universidad de Indianápolis.
Raymond Leppard fue nombrado Comendador de la Orden del Imperio Británico (CBE) por la Reina de Inglaterra. En 1973 la República de Italia le confirió el título de Commendatore de la República Italiana por sus servicios a la música italiana. También le fue otorgado un Doctorado Honorario en Letras por la Universidad de Bath en 1973.
Director de orquesta, compositor eventual de música cinematográfica y académico, Raymond Leppard fue una de las figuras más importantes de la dirección orquestal británica de su tiempo. Sus interpretaciones gozan de una vitalidad contagiosa y de un brillante colorido orquestal muy acorde con los requerimientos de la interpretación barroca. Considerado como una de las mayores autoridades mundiales en lo referente a la música barroca, sus realizaciones operísticas han obtenido un gran éxito aunque algunos musicólogos las han cuestionado sobre la base de criterios historicistas. Leppard ha ocupado un lugar intermedio entre el redescubrimiento de la música escénica de los siglos XVII y XVIII y la eclosión actual de grupos instrumentales que se sirven de instrumentos originales. Por esta causa, sus versiones han sido un poco relegadas en los últimos años aunque nadie duda de su solvencia. Centrado en el repertorio barroco, Leppard también se ha ocupado de la música de otras épocas con igual solvencia. Con más de ciento cincuenta grabaciones discográficas a sus espaldas, Leppard ha pasado a la historia de la interpretación por su aporte y empeño en difundir piezas que no se habían vuelto a ejecutar desde hacía tres siglos. Gracias a su labor, compositores como Monteverdi y Cavalli ocupan el merecido lugar que les corresponde en la historia de la música.

## Discografía parcial
- Bach: The Brandenburg Concertos Nos. 4-6 - English Chamber Orchestra/Raymond Leppard, Philips
- Bach: The Concertos for One and Two Harpsichords - English Chamber Orchestra/Philip Ledger/Raymond Leppard/Sir Andrew Davis, 1996 Philips
- Bach: Cantatas Nos. 80 & 140 - Aldo Baldin/Elly Ameling/English Chamber Orchestra/Linda Finnie/London Voices/Raymond Leppard/Samuel Ramey, 1981 Philips
- Beethoven: Symphony No. 9 In D Minor, Op. 125 'The Choral' - Royal Philharmonic Orchestra/Raymond Leppard, 2003 Big Jo-ke
- Boccherini: The 6 Symphonies, Op. 12 - New Philharmonia Orchestra/Raymond Leppard, 1971 Philips
- Cavalli: La Calisto - Ileana Cotrubaș/Dame Janet Baker/Glyndebourne Festival Chorus/London Philharmonic Orchestra/Raymond Leppard, 1972 Decca
- Giuliani: Guitar Concertos No. 1&3, Rodrigo: Concierto de Aranjuez - André Previn/Raymond Leppard, 2013 EMI/Warner
- Gluck: Opera Arias - Dame Janet Baker/English Chamber Orchestra/Raymond Leppard, 1976 Philips
- Handel: Water Music - Music for the Royal Fireworks - English Chamber Orchestra/Raymond Leppard, 1994 Decca
- Handel: Arias - Academy of St. Martin in the Fields/Bernadette Greevy/Raymond Leppard, 1966 Decca
- Lully: Pièces de Symphonie - Campra: L'Europe Galante - English Chamber Orchestra/Raymond Leppard, 2014 Decca
- Monteverdi: Il ritorno d'Ulisse in patria - Frederica von Stade/Richard Stilwell/London Philharmonic Orchestra/Raymond Leppard, 1980 Sony
- Mozart: Flute Concertos & Pieces - Peter-Lukas Graf/English Chamber Orchestra/Raymond Leppard, 2002 Claves
- Wolfgang Amadeus Mozart: Mass in c minor, K. 427 - Ileana Cotrubas/Kiri Te Kanawa/Werner Krenn/Hans Sotin - New Philharmonia Orchestra, 1974 Emi
- Mozart: Sinfonia Concertante In E-flat Major, KV. 364; Concertone In C Major, KV. 190 - Charles Tunnell/Cho-Liang Lin/English Chamber Orchestra/Jaime Laredo/Neil Black/Raymond Leppard, 1991 SONY BMG
- Mozart: Bastien Und Bastienne, K. 50 (E.-K.46B); Singspiel In Einem Akt - Edita Gruberová/Franz Liszt Chamber Orchestra/László Polgár (bajo)/Raymond Leppard/Vinson Cole, 1990 SONY BMG
- Pachelbel: Canon - English Chamber Orchestra/Jean-Claude Malgoire/Philharmonia Virtuosi of New York/Raymond Leppard/Siegfried Behrend, 1975 BASF/SONY BMG
- Purcell, Dido and Aeneas - Leppard/Allen/Norman/Kern, 1985 Decca
- Purcell: Dido and Aeneas - English Chamber Orchestra/Raymond Leppard, 1978 Erato
- Rameau: Dardanus - Orchestre du Théâtre National de l'Opéra de Paris/Raymond Leppard, 1981 Erato
- Rameau: Le Temple de la Gloire Suites - Grétry: Ballet Music From Operas - Charpentier: Medée Suite - English Chamber Orchestra/Raymond Leppard, 2014 Decca
- Trumpet Concertos - Wynton Marsalis/Charles Tunnell/English Chamber Orchestra/National Philharmonic Orchestra/Raymond Leppard, 1983/1984 SONY BMG
- American Dreams - Romantic American Masterpieces - Indianapolis Symphony Orchestra/Raymond Leppard, 1999 Decca
- Kramer vs. Kramer - English Chamber Orchestra/Raymond Leppard, 1967 Sony/CBS